# San Diego Cutz
San Diego Cutz es una localidad del municipio de Conkal en Yucatán, México.

## Toponimia
El nombre (San Diego Cutz) hace referencia a Diego de Alcalá y Cutz significa en idioma maya pavo (Meleagris gallopavo).

## Datos históricos
- En 1995 cambia su nombre de San José Kuché a San Diego Cutz.

## Importancia histórica
Tuvo su esplendor durante la época del auge henequenero y emitió fichas de hacienda las cuales por su diseño son de interés para los numismáticos. Dichas fichas acreditan la hacienda como propiedad de J. Ancona e hijos en 1874.

## Demografía
Según el censo de 2005 realizado por el INEGI, la población de la localidad era de 0 habitantes.
| 233                         | 94 | 124 | 5 | 43 | 47 | 2 | 8 | 0 | ? | ? | 0 |
| (Fuente: INEGI [Consultar]) |    |     |   |    |    |   |   |   |   |   |   |

## Galería

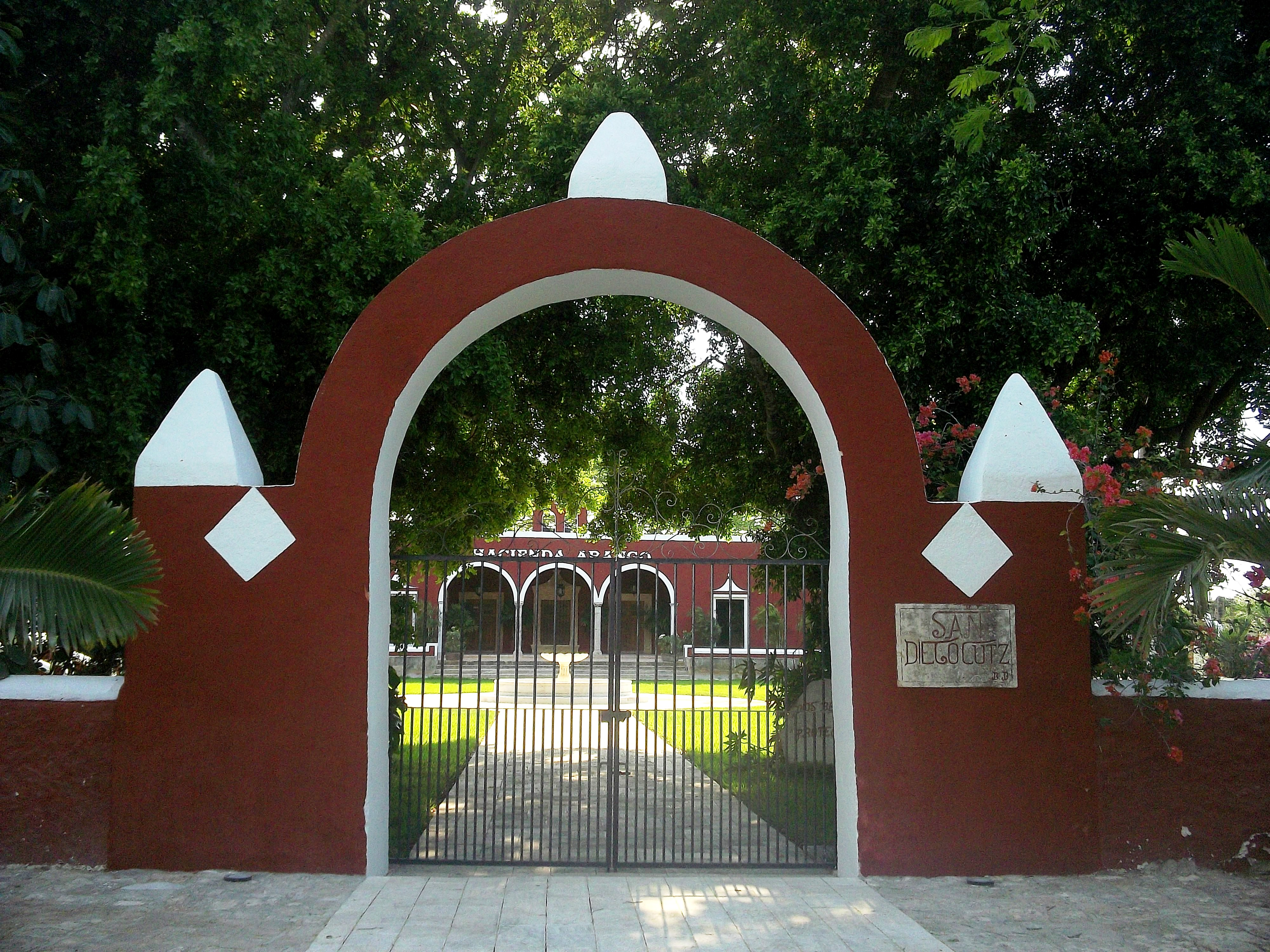
San Diego Cutz.
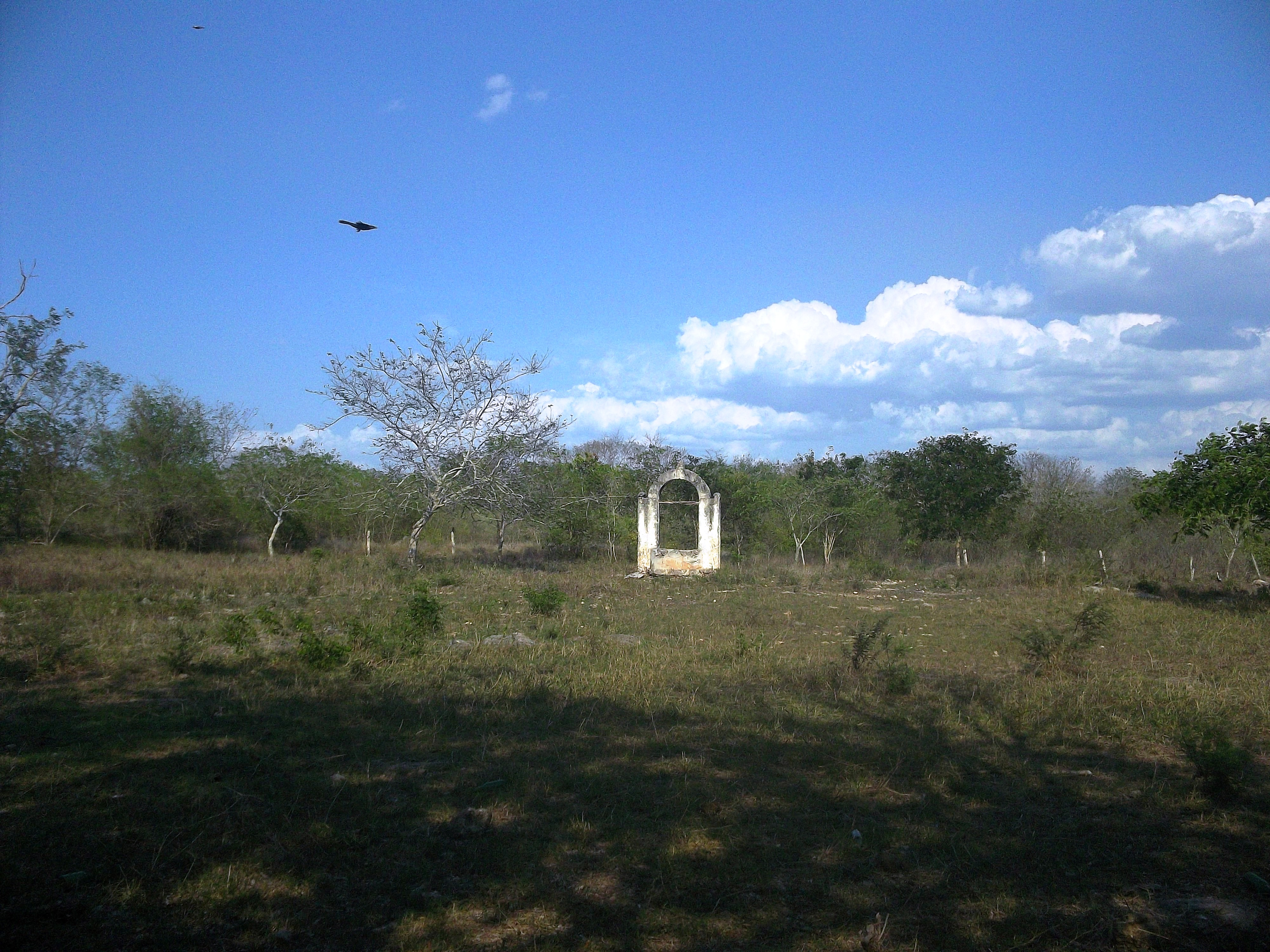
San Diego Cutz.
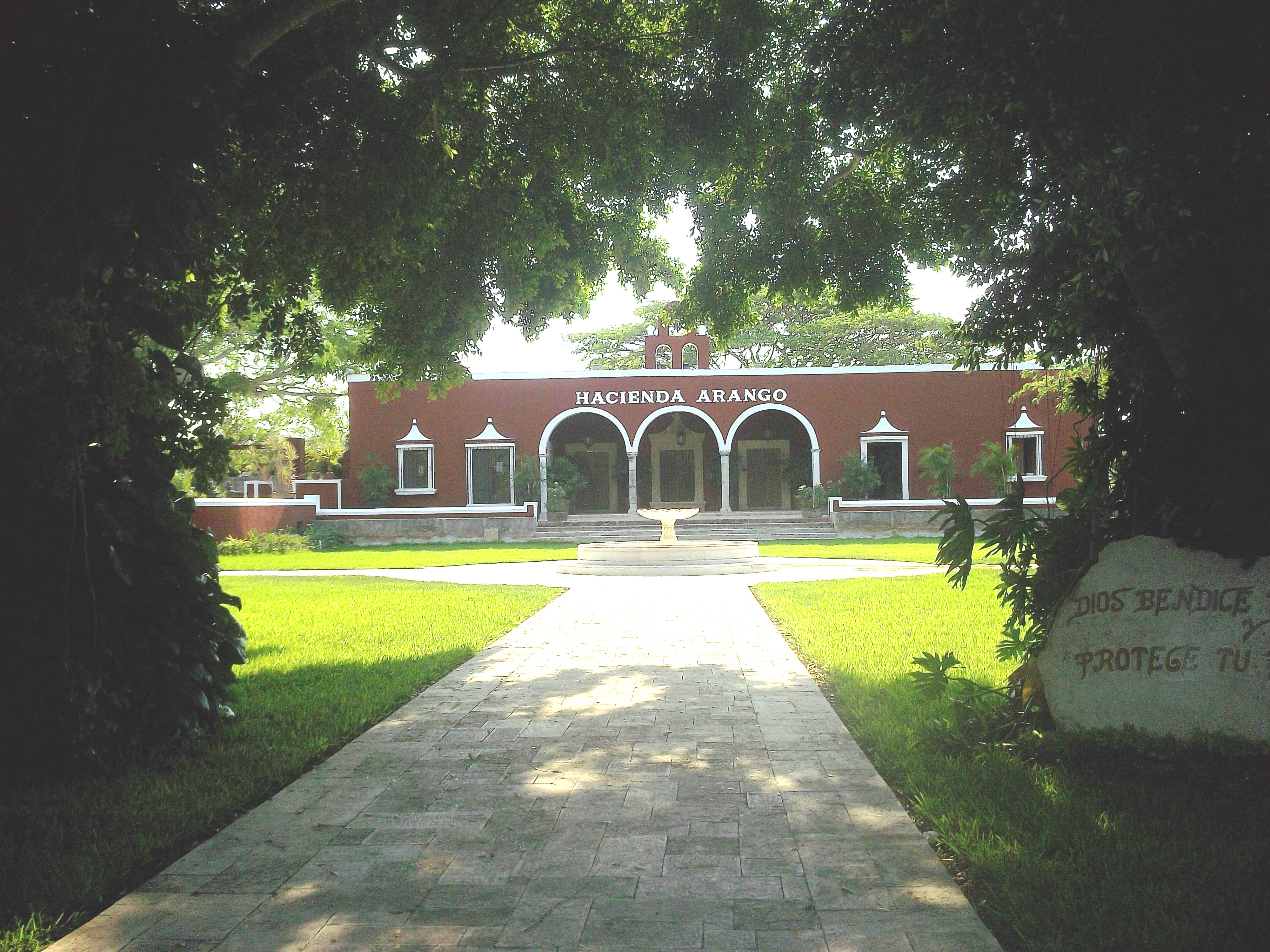
San Diego Cutz.
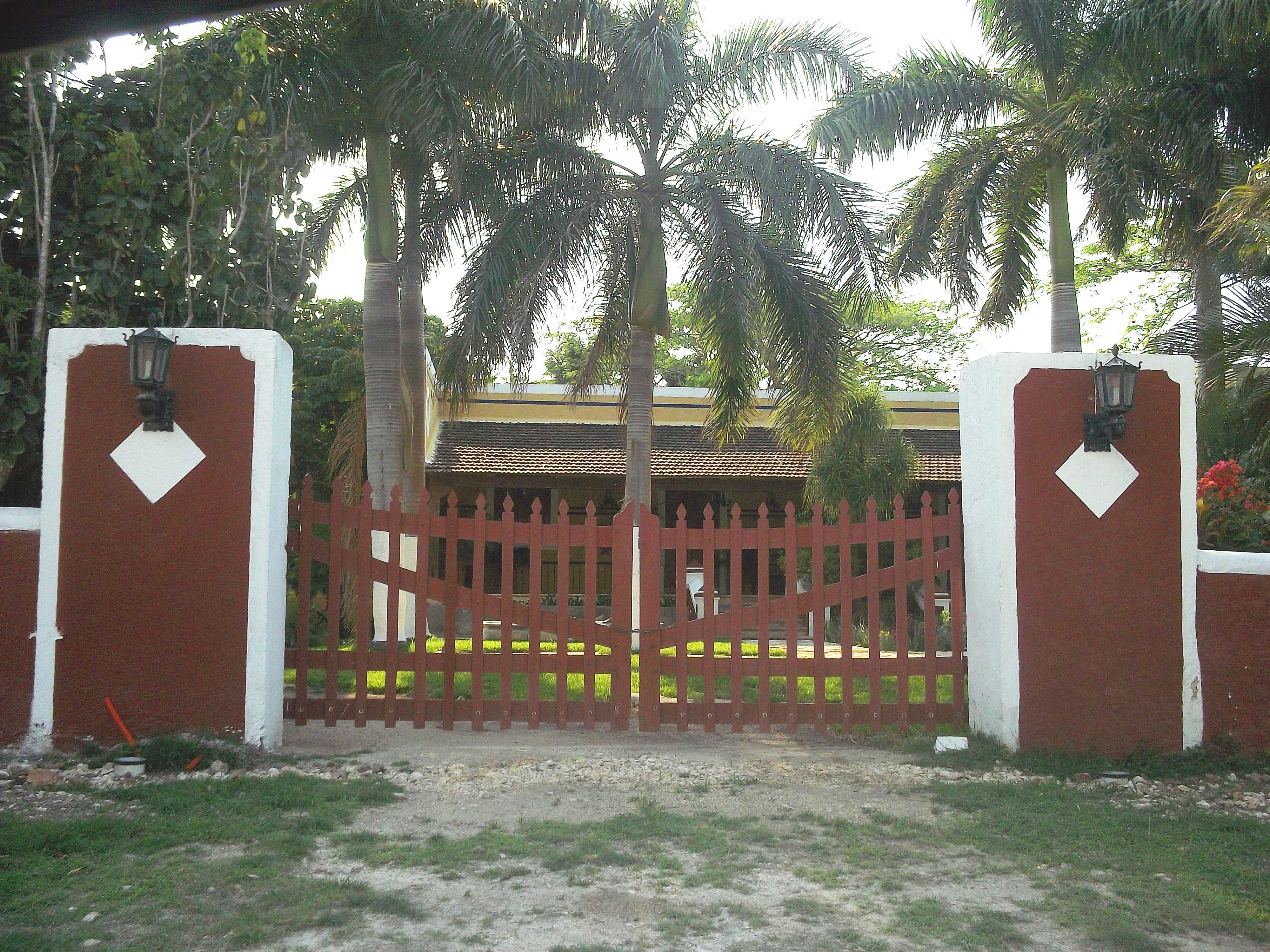
San Diego Cutz.
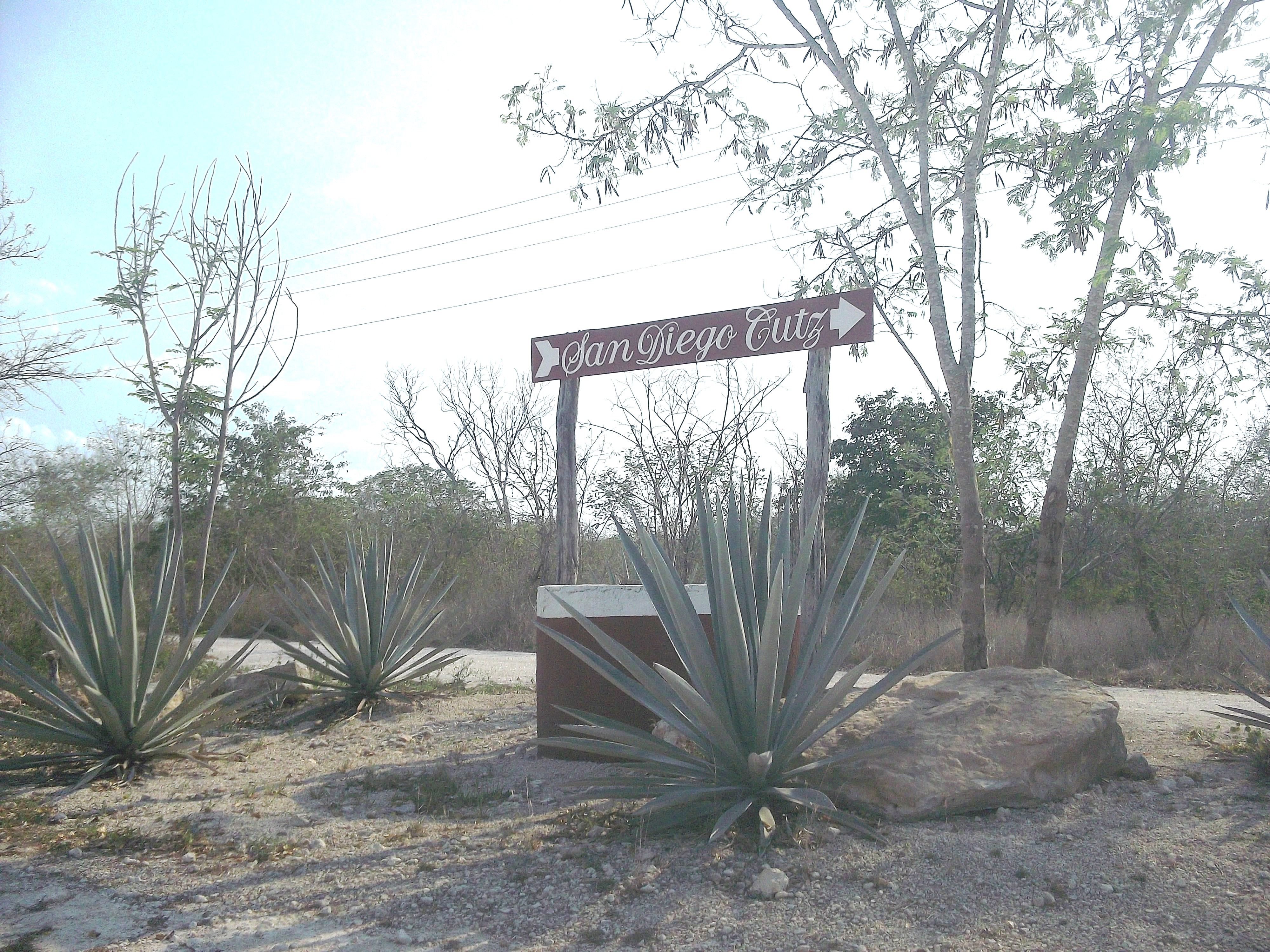
San Diego Cutz.